# هنريكيتا جالينو
هنريكيتا جالينو (23 فبراير 1887 - 10 سبتمبر 1964) كانت محامية وكاتبة ومعلمة برازيلية.

## الحياة
درست في كلية الحبل بلا دنس وتخرجت في نخصص القانون. في عام 1919 أسست وأدارت صالون جوفينال جالينو، الذي كان مركز التطوير الثقافي الرئيسي لسيارا. قامت بإنشاء وتثبيت مركز دراسات جوفينال جالينو والجناح الأنثوي ودار النشر هنريكيتا جالينو. كانت صوتًا نشطًا في النضال من أجل حق المرأة البرازيلية في التصويت.